# Kuman Thong
Kuman Thong (Thai :กุมาร ทอง / API : kùʔma:n thɔ:ŋ/ litt. enfant d’or) est une divinité domestique de la religion populaire thaïlandaise. 
On pense qu'il apportera chance et fortune au propriétaire s'il est correctement vénéré. Kuman ou Kumara (Pali) signifie « jeune garçon sanctifié » (femme kumari) ; Thong signifie « doré ». 

## Description

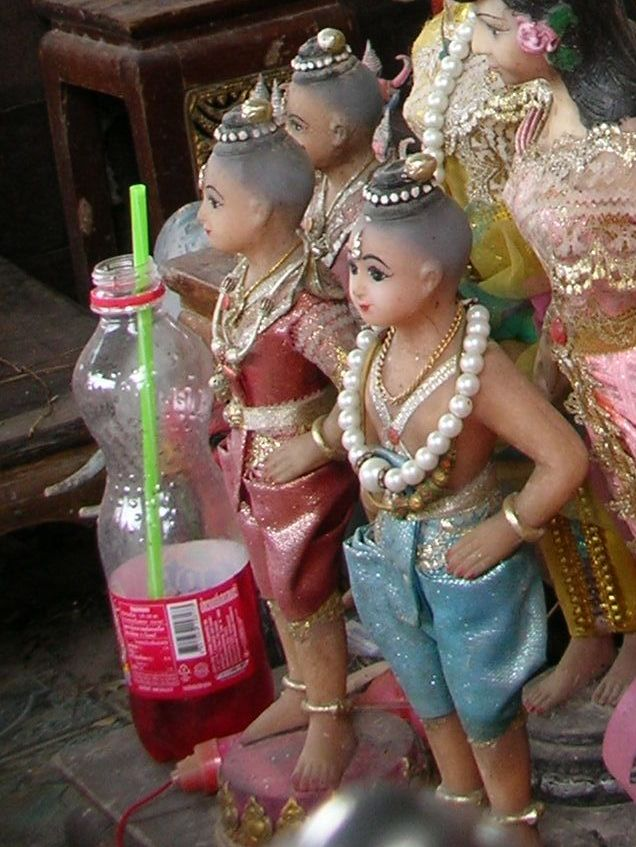
Statuette Kuman Thong dans un sanctuaire de la Province de Ratchaburi.

La vénération du Kuman Thong ne fait pas partie des pratiques bouddhistes traditionnelles, mais elle est populaire en Thaïlande.

### Origines
L'authentique Kuman Thong est né d'une pratique de la nécromancie. Ils ont été obtenus à partir de fœtus desséchés d'enfants décédés alors qu'ils étaient encore dans le ventre de leur mère. Les sorciers auraient le pouvoir d'invoquer ces bébés mort-nés, de les adopter comme enfants et de les utiliser pour les aider dans leurs efforts.
Selon d'anciens manuscrits thaïlandais utilisés par les praticiens de la magie noire (thaï : ไสยศาสตร์ Saiyasat), le fœtus à naître a d'abord été retiré chirurgicalement du ventre de sa mère. Ensuite, le corps de l'enfant serait emmené dans un cimetière pour la conduite du rituel de cérémonie approprié pour invoquer un Kuman Thong. Le corps était rôti jusqu'à ce qu'il soit sec tandis que le sorcier scandait des incantations magique. Une fois le rite terminé, le Kuman rôti à sec était peint avec du Ya Lak (une sorte de laque utilisée pour couvrir les amulettes) et le Takrut (des feuilles d'or). Ainsi cette effigie a reçu le nom de Kuman Thong, ce qui signifie « Petit garçon doré ».
Quelques effigies Kuman ont été trempés dans le Nam Man Phrai, une sorte d'huile extraite par la combustion d'une bougie près du menton d'un enfant mort ou d'une personne qui est décédée dans des circonstances violentes ou une mort non naturelle. C'est beaucoup moins courant maintenant, car cette pratique est maintenant illégale si l'on utilise de la graisse de bébés humains pour l'huile de consécration. Parfois quelques amulettes obtenues par les méthodes authentiques apparaissant encore sur le marché. Il y a quelques années, un moine célèbre a été expulsé de la Sangha bouddhiste pour avoir fait rôtir un bébé. Il a été reconnu coupable, mais a continué à faire de la magie en tant que profane après sa libération.

### Hong Phrai
Dans le cas d'un enfant féminin, l'effigie ne s'appelle pas Kuman Thong, mais Kuman Nee.

### Dans la littérature et au cinéma
Le Kuman Thong est mentionné dans la légende thaïlandaise de Khun Chang Khun Phaen (en), où le personnage Khun Phaen en a créé un en retirant le bébé mort-né de l'estomac de sa femme, qu'il avait tuée,. Un film raconte cette légende, Kunpan: Legend of the Warlord de Tanit Jitnukul réalisé en 2002.

## Événements récents
Le 18 mai 2012, un citoyen britannique d'origine taïwanaise, Chow Hok Kuen, a été arrêté dans une chambre d'hôtel à Bangkok avec six fœtus de sexe masculin qui avaient été torréfiés et recouverts d'or. La police a indiqué que Kuen avait l'intention de vendre les fœtus à Taïwan pour environ 6 300 USD chacun,,,.
En 2011, un cas a été signalé au Laos d'un homme assassinant sa femme enceinte, afin d'utiliser le fœtus comme un Louk Lord.
Des poupées d'enfants hyper réalistes (mais pas faites avec de vrais enfants), Luk Thep ou Look Thep (« enfant ange »), sont récemment (2015) devenues populaires en Thaïlande,,,. Certaines personnes croient que les poupées peuvent être investi d'un esprit d'enfant après avoir été bénies par un moine bouddhiste. Leurs propriétaires fournissent des soins tels que de la nourriture, de l'eau et des vêtements « dans l'espoir de recevoir la bonne fortune en retour », et certaines entreprises offrent aux propriétaires des poupées la possibilité de leur réserver leurs propres sièges et services,,,.